# Sofia Nordström
Ingrid Sofia Nordström, född 29 januari 1976 i Hedemora, är en svensk skådespelare och musikalartist. 

## Biografi
Examen från Balettakademiens Musikallinje i Göteborg 1998. Hon har medverkat i bland annat TV-serien Vita lögner på TV3 mellan 1998 och 2001 i rollen som Vicky. Hon är utbildad coach/prestationsutvecklare och har sedan 2009 drivit företaget Sonorproduktion som arbetar med samtalsträning och upplevelsebaserad träning.

## Teater

### Roller (ej komplett)
| År   | Roll        | Produktion                                 | Regi           | Teater                   |
| ---- | ----------- | ------------------------------------------ | -------------- | ------------------------ |
| 2021 | Medverkande | Och Ingrid Bergman log rart... Mats Eklund | Iréne Granehag | Kulturhuset Stadsteatern |